# Trashigang (ville)
Pour l’article homonyme, voir Trashigang.
Trashigang est une ville du Bhoutan située dans le district de Trashigang.

## Démographie
En 2005 sa population atteignait 2 383 habitants.

## Record
C'est le plus haut bureau de vote du monde.